# The Augusta Chronicle
The Augusta Chronicle — ежедневная газета, издаваемая в Огасте, штат Джорджия. Одна из самых старых газет США. Известна своим освещением турнира «Мастерс», который проводится в Огасте.

## История
Газета начала своё существование в 1785 году под названием Augusta Gazette. В следующем году была переименована в The Georgia State Gazette, с 1789 носит своё нынешнее название. В 1866 году в редакторскую коллегию вошёл Патрик Уолш, в будущем — сенатор от штата Джорджия. В 1873 он стал владельцем газеты. Компания «Morris Communications» приобрела газету в 1945 году.